# 1877
Промислова революція •  Колоніальні імперії •  Національно-визвольні рухи • Робітничий рух

## Геополітична ситуація
У Росії царює імператор Олександр II (до 1881). Російській імперії належить більша частина України, значна частина Польщі, Грузія, Закавказзя, Фінляндія, Бухарське ханство, Хівинське ханство. Україну розділено між двома державами — Королівство Галичини та Володимирії належить Австрії, Правобережжя, Лівобережжя та Крим — Російській імперії.
В Османській імперії править султан Абдул-Гамід II (до 1909). Під владою османів перебувають Близький Схід та Єгипет, Середземноморське узбережжя Північної Африки, Болгарія. Васалами османів є Сербія та Боснія, але повсюди на Балканах здійнялися повстання, Румунія оголосила незалежність, триває російсько-турецька війна.
В Австро-Угорщині править Франц-Йосиф I (до 1916). Імперія охоплює, крім австрійських та угорських земель, Хорватію, Трансильванію, Богемію. Німецьку імперію очолює Вільгельм I (до 1888). Баварське королівство — Людвіг II (король Баварії) (до 1886).
У Франції при владі Третя французька республіка. Франція має колонії в Алжирі, Карибському басейні, Південній Америці в Індокитаї та Індії. Королівство Іспанія очолює Альфонс XII (до 1885). Іспанії належать частина островів Карибського басейну, Філіппіни. У Португалії править Луїш I (до 1889). Португалія має володіння в Африці, Індії, Індійському океані й Індонезії.
У Великій Британії триває Вікторіанська епоха — править королева Вікторія (до 1901). Британська імперія має колонії в Північній Америці, на Карибах, в Африці та Індії. Королівство Нідерланди очолює Віллем III (до 1890). Король Данії та Норвегії — Кристіан IX (до 1906), Оскар II сидить на шведському троні (до 1907). Королівство Італія очолює Віктор Емануїл II (до 1878).
Бразильську імперію очолює Педру II (до 1889). Посаду президента США обіймає Резерфорд Гейз. Територію на півночі північноамериканського континенту займає Канадська конфедерація (домініон Великої Британії), територія на півдні континенту належить Мексиці.
В Ірані при владі Каджари. Владу над Індостаном утримує Британська корона. У Бірмі править династія Конбаун, у В'єтнамі — династія Нгуєн, у Сіамі — династія Чакрі. У Китаї володарює Династія Цін. У Японії триває період Мейдзі.

## Події

### В Україні
- Чигиринська змова — спроба селянського повстання, підготованого гуртком революціонерів-народників «Таємна дружина» в Чигиринському повіті Київської губернії.
- Почалася еміграція з теренів заходу України за океан.
- Завершилося будівництво основного корпусу Львівської політехніки.

### У світі
- 1 січня британську королеву Вікторію проголошено імператрицею Індії.
- 29 січня спалахнула Південно-західна війна — антиурядове повстання сідзоку в Японії.
- Війна за Чорні пагорби у США закінчилася полоном індіанців з подальшим переправленням в резервації.
- 17 лютого Чарльз Джордж Гордон отримав призначення генерал-губернатора Судану.
- 4 березня Резерфорд Гейз склав присягу президента США.
- 1 квітня завершилася реконструкція Півдня у США.
- 12 квітня Велика Британія анексувала Південно-Африканську республіку.
- 24 квітня Росія оголосила війну Отоманській імперії.
- 21 травня Румунія оголосила незалежність.
- 20 липня почалася облога Плевни російськими військами.
- 24 вересня імперські війська здобули перемогу в битві при Сіроямі, завершивши Південно-західну війну в Японії.
- 9 грудня облога Плевни завершилася перемогою росіян.

### У суспільному житті
- Засновано
  - Журнал «Дев'ятнадцяте сторіччя» у Лондоні.
  - Токійський університет у Японії.

### У науці
- Американський астроном Асаф Голл відкрив супутники Марса Деймос та Фобос.
- Американський зоолог Д. А. Ален сформулював правило, назване згодом його іменем.
- Георг Кантор висунув континуум-гіпотезу.
- Людвіг Больцман сформулював залежність між ентропією та ймовірністю.
- Едвард Майбрідж виготовив серію фотографій Саллі Гарднер у галопі.
- Томас Едісон оголосив винахід фонографа.

### У мистецтві
- «Пастка» Еміля Золя вийшла окремою книгою.
- Генрі Джеймс видав роман «Американець».
- Жуль Верн опублікував роман «Гектор Сервадак. Мандри та пригоди у навколосонячному світі».
- Гюстав Кайботт організував третю виставку імпресіоністів.

### У спорті
- Відбувся перший Вімблдонський турнір, який виграв Спенсер Гор.
- Опубліковано перші правила хокею з шайбою.
- Англійська команда з крикету провела перше турне Австралією та Новою Зеландією.
- Єдиний раз в історії перегони човнів Оксфорд — Кембридж завершилися нічиєю.

## Народились
Дивись також Категорія:Народились 1877
- 16 лютого — Макаренко Микола, археолог, музеєзнавець і мистецтвознавець.
- 2 липня — Герман Гессе, німецький письменник.
- 7 серпня — Ульріх Сальхов, шведський фігурист, десятиразовий чемпіон світу.
- 8 серпня — Ханжонков Олександр Олексійович, вітчизняний підприємець, організатор кінопромисловості, продюсер, режисер, сценарист, один із піонерів кінематографу (пом. 1945).
- 28 серпня — Чарльз Стюарт Роллс, англійський автомобіліст, один із співзасновників компанії «Роллс-Ройс».
- 1 вересня — Френсіс Вільям Астон, англійський фізик і хімік, лауреат Нобелівської премії з хімії за 1922 рік.
- 2 вересня — Фредерік Содді, англійський вчений, лауреат Нобілевської премії.
- 11 вересня — Дзержинський Фелікс Едмундович, більшовик-революціонер.
- 11 вересня — Джеймс Гопвуд Джинс, англійський астроном, фізик і математик.

## Померли
Дивись також Категорія:Померли 1877
- Барбот де Марні Микола Павлович, геолог (*1829)
- 18 вересня — Осип Бодянський, український історик, філолог, перекладач. Видав «Літопис Самовидця», опублікував у Москві «Реєстр Війська Запорозького», «Історію Русів».